# American Idiot (singolo)
American Idiot è un singolo del gruppo musicale statunitense Green Day, pubblicato il 31 agosto 2004 come primo estratto dall'album omonimo.
Il titolo è una storpiatura dileggiante di American Idol, programma televisivo molto noto trasmesso negli Stati Uniti d'America.

## Descrizione
Il testo è una polemica verso l'allora presidente statunitense George W. Bush e la sua politica che, secondo il gruppo, è basata sui media e l'alienazione, tentando un lavaggio del cervello al popolo. Questo si evince da gran parte del testo della canzone, per esempio «Don't wanna be an American idiot / don't want a nation controlled by the media» (“Non voglio essere un americano idiota / non voglio una nazione controllata dai media”).

## Video musicale
Il video inizia in un grande edificio aperto, un magazzino, con i membri della band che suonano di fronte a una grande bandiera americana verde e bianca. Il video ha importanti effetti scenici dovuti al cambiamento di velocità della pellicola.
Quando inizia l'assolo di chitarra, l'acqua contenente un colorante verde esplode dagli altoparlanti in gran quantità, e il magazzino viene allagato così come i membri della band, che suonano mentre l'acqua cade su di loro. Verso la fine del video, la colorazione verde sgocciola dalla bandiera, lasciandola solo bianca a stelle e strisce.
Il video è stato votato come il preferito del pubblico agli MTV Video Music Awards 2005.

## Accoglienza
American Idiot è il primo brano del gruppo ad entrare nella Billboard Hot 100, la principale classifica statunitense dei singoli; tutti i precedenti successi dei Green Day erano riusciti a classificarsi solo nella Radio Songs o nella Bubbling Under Hot 100. Il singolo ha raggiunto la prima posizione in Canada, la terza nel Regno Unito, la settima in Australia e Nuova Zelanda, e la tredicesima in Italia.
La canzone è stata candidata a quattro Grammy Award: Registrazione dell'anno, Miglior performance rock di un duo o un gruppo, Miglior canzone rock e Miglior videoclip.
Nel 2009 Rolling Stone ha collocato il brano al 13º posto tra i migliori singoli del decennio. Sempre Rolling Stone lo ha inserito alla 432ª posizione nella lista dei 500 migliori brani musicali di sempre.

## Tracce
CD promozionale
1. American Idiot - 2:56

CD singolo – parte 1, 7"
1. American Idiot
2. Too Much Too Soon

CD singolo – parte 2
1. American Idiot
2. Shoplifter
3. Governator

## Formazione
- Billie Joe Armstrong – voce, chitarra
- Mike Dirnt – basso, voce
- Tré Cool – batteria

## Classifiche
| Classifica (2004)             | Posizione massima |
| ----------------------------- | ----------------- |
| Australia                     | 7                 |
| Austria                       | 18                |
| Canada                        | 1                 |
| Germania                      | 28                |
| Irlanda                       | 12                |
| Italia                        | 13                |
| Nuova Zelanda                 | 7                 |
| Paesi Bassi                   | 37                |
| Regno Unito                   | 3                 |
| Regno Unito (rock & metal)    | 1                 |
| Stati Uniti                   | 61                |
| Stati Uniti (alternative)     | 1                 |
| Stati Uniti (mainstream rock) | 5                 |
| Svezia                        | 18                |
| Svizzera                      | 75                |